# Communes de la wilaya de Khenchela

Carte d'Algérie (Wilaya de Khenchela)

Carte de la wilaya de Khenchela

Pour les autres communes, voir Liste des communes d'Algérie.
La wilaya de Khenchela est d'une superficie totale de 9 811 km2, elle possède 21 communes.
Liste des communes de la Wilaya algérienne de Khenchela par ordre alphabétique:
1. Aïn Touila
2. Babar
3. Baghai
4. Bouhmama
5. Chechar
6. Chelia
7. Djellal
8. El Hamma
9. El Mahmal
10. El Oueldja
11. Ensigha
12. Kaïs
13. Khenchela
14. Khirane
15. M'Sara
16. M'Toussa
17. Ouled Rechache
18. Remila
19. Tamza
20. Taouzient
21. Yabous